# Вампироморфы
Вампиромо́рфы (лат. Vampyromorpha) — отряд головоногих моллюсков из надотряда восьмируких, включающий один современный (адский вампир) и множество ископаемых видов. Отличается наличием уникальных втягивающихся чувствительных бичевидных филаментов и кожаной мембраны между щупальцами. Имеет общие черты как с кальмарами, так и с осьминогами.

## Классификация
- Семейство Vampyroteuthidae[1]
- † ?Подотряд Kelaenina
  - † Семейство Muensterellidae
- † Подотряд Prototeuthina
  - † Семейство Loligosepiidae
  - † Семейство Geopeltididae
  - † Семейство Lioteuthididae
  - † Семейство Mastigophoridae
- † Подотряд Mesoteuthina
  - † Семейство Palaeololiginidae
    - † Подсемейство Teudopseinae
    - † Подсемейство Palaeololigininae

Приведённые ниже таксоны относят к вампироморфам, но это может быть ошибочным:
- † Семейство Plesioteuthididae
- † Семейство Leptoteuthididae
- † Семейство Trachyteuthididae
  - † Подсемейство Trachyteuthidinae
  - † Подсемейство Actinosepiinae

- incertae sedis
  - † Syllipsimopodi bideni

## Ископаемые виды

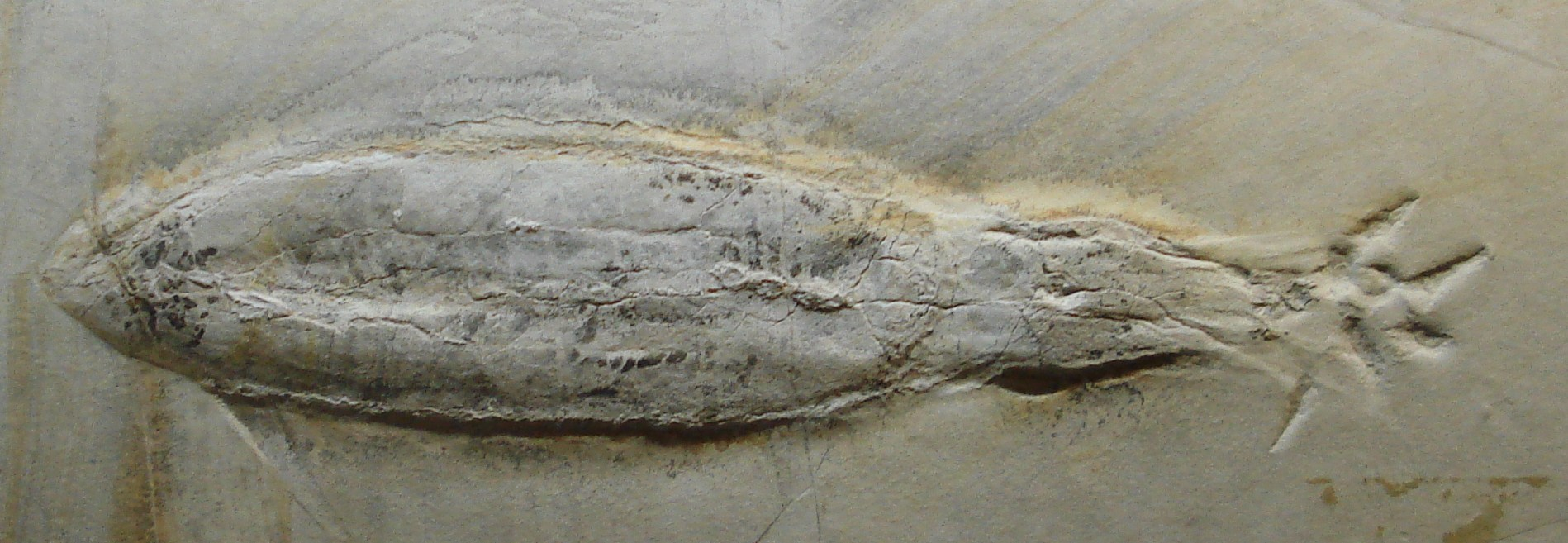
Leptoteuthis gigas
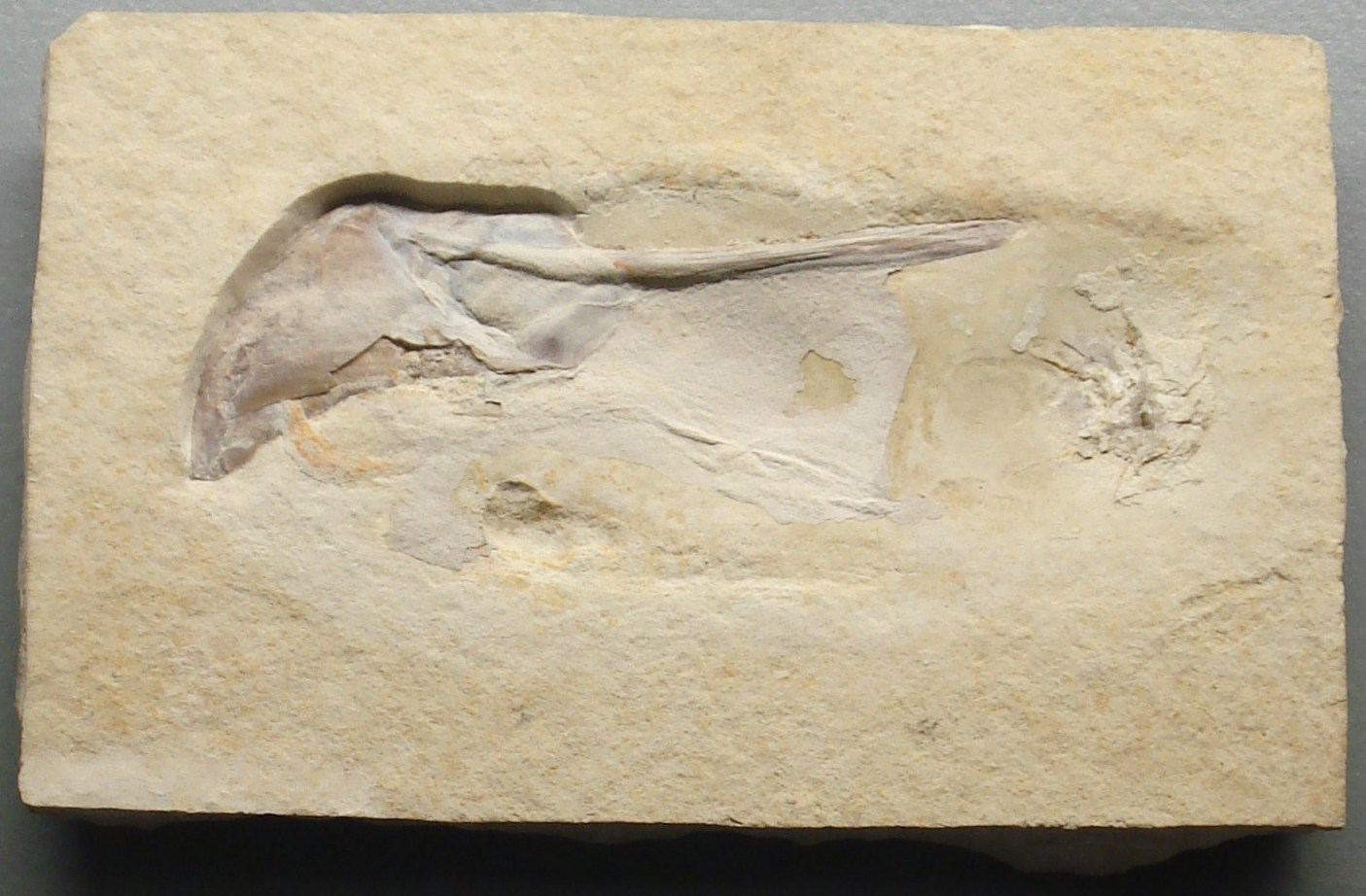
Muensterella scutellaris
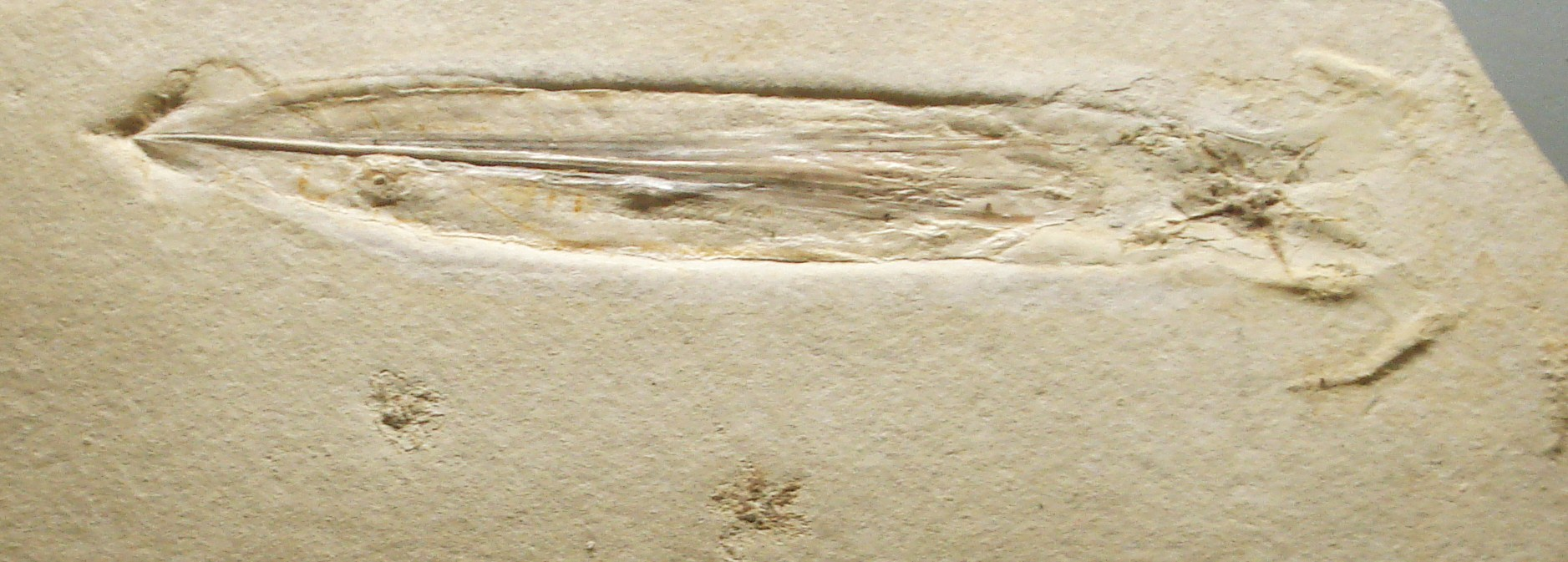
Palaeololigo oblonga
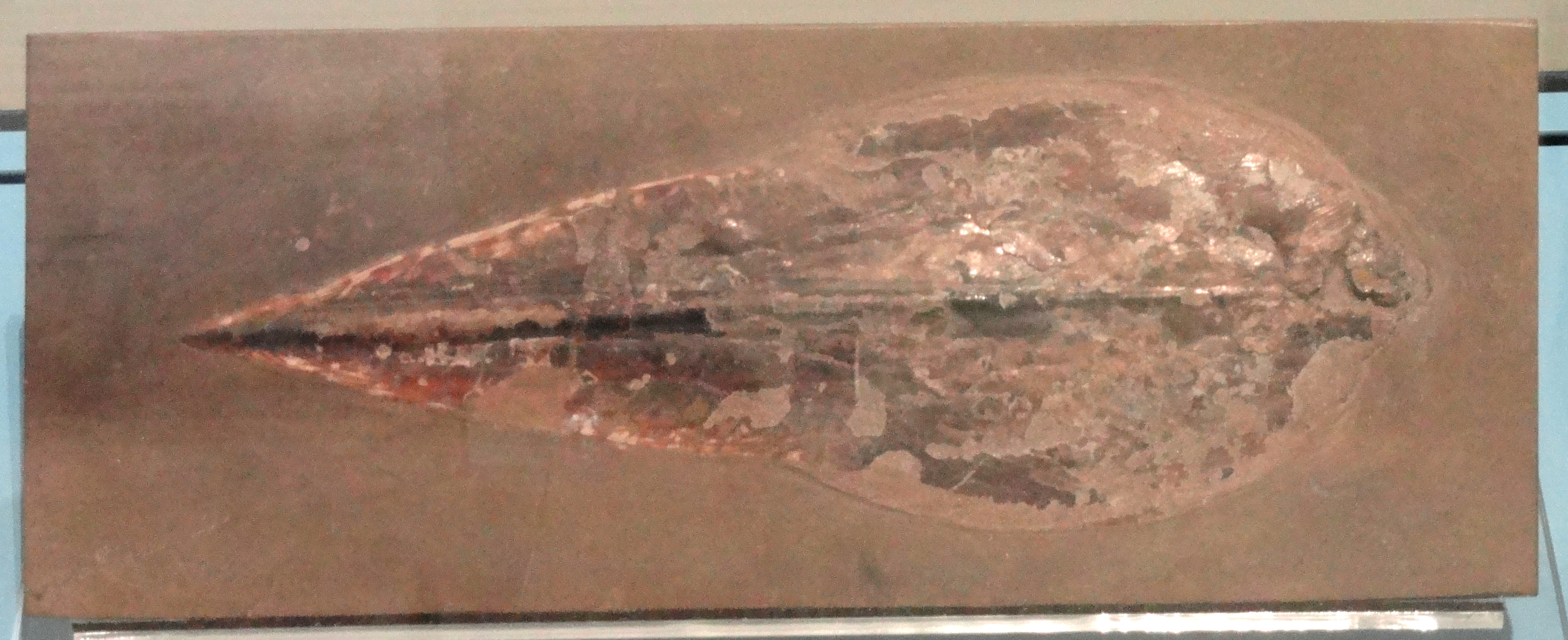
Teudopsis subcostata
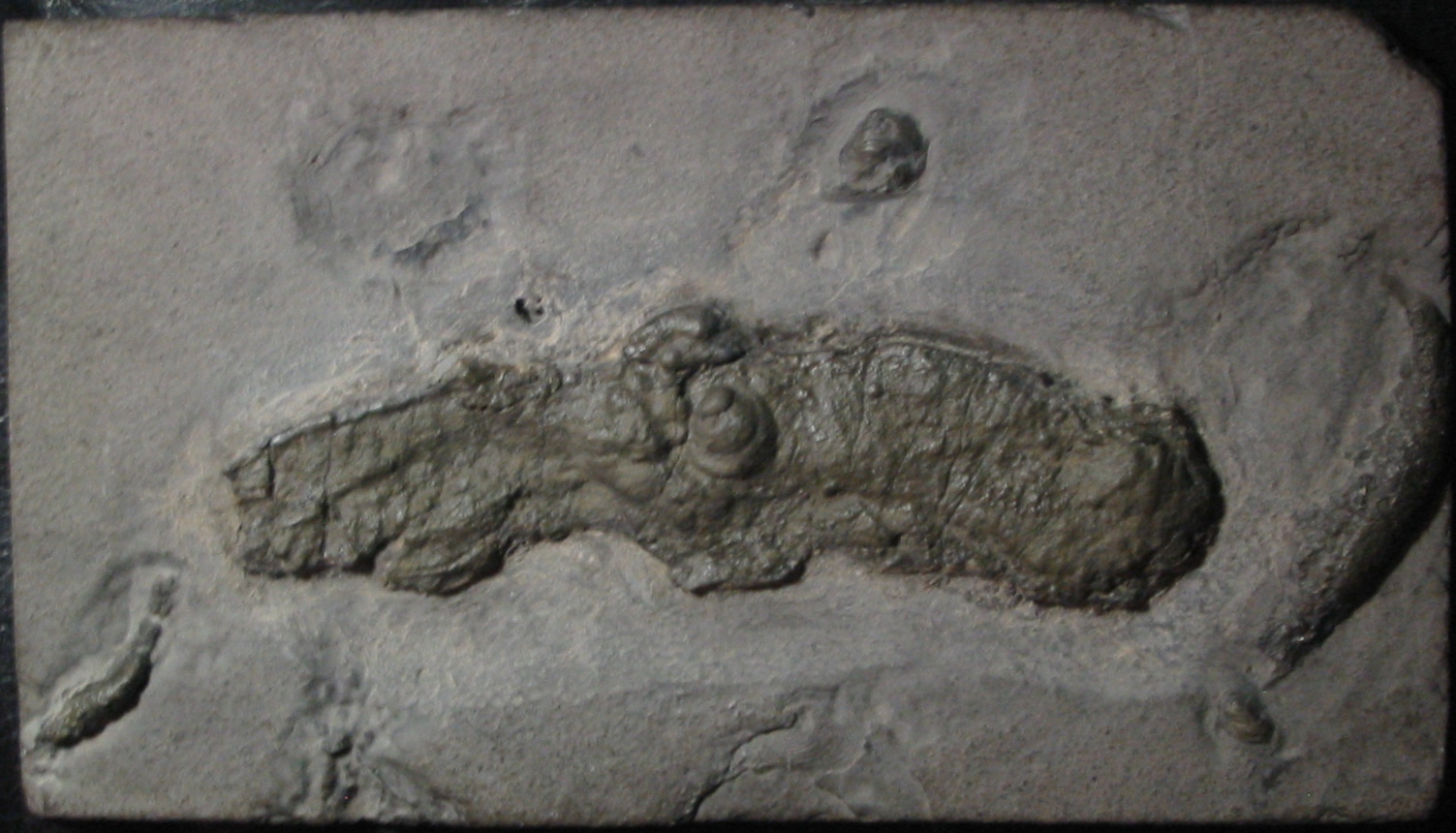
Vampyronassa rhodanica